# Ogern
Ogern es una localidad española del municipio leridano de Basella, en la comunidad autónoma de Cataluña.

## Historia
A mediados del siglo XIX, Ogern era un caserío que formaba parte del lugar de Salsa y Ogern, perteneciente al municipio de Castellnou de Basella. Tenía 6 casas. El caserío aparece descrito en el duodécimo volumen del Diccionario geográfico-estadístico-histórico de España y sus posesiones de Ultramar de Pascual Madoz de la siguiente manera: 

OGERN: cas. en la prov. de Lérida, part. jud. de Solsona, el cual forma parte del pueblo de Salsa y Ogern (V.).
(Madoz, 1848, p. 219)

Hoy día pertenece al municipio de Bassella. En 2022, la entidad singular de poblacioń tenía empadronados 86 habitantes y el núcleo de población 65 habitantes.